# Kazimierz Sosnkowski
Kazimierz Sosnkowski (19. listopadu 1885, Varšava – 11. října 1969, Arundel, Quebec) byl polský generál.

## Biografie
Narodil se ve Varšavě. Za první světové války sloužil v polských legiích. Nejprve jako zástupce velitele 1. pěšího pluku. Po znovuobnovení Polska se stal v roce 1920 ministrem obrany a byl jím do roku 1924. Za druhé světové války se stal po smrti generála Sikorskeho v roce 1943 vrchním velitelem polské armády.

## Fotogalerie

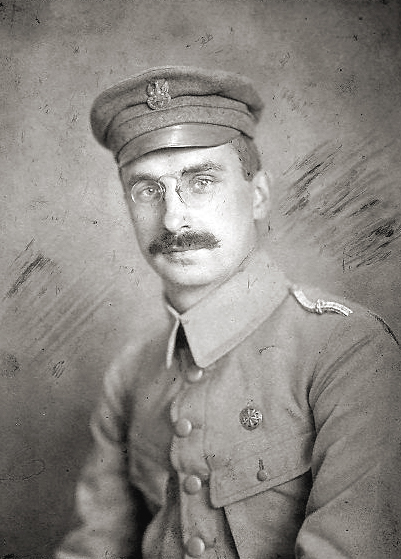
Kazimierz Sosnkowski
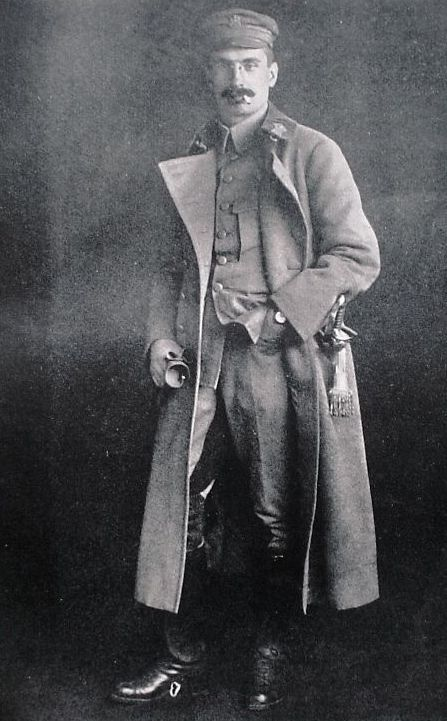
Kazimierz Sosnkowski
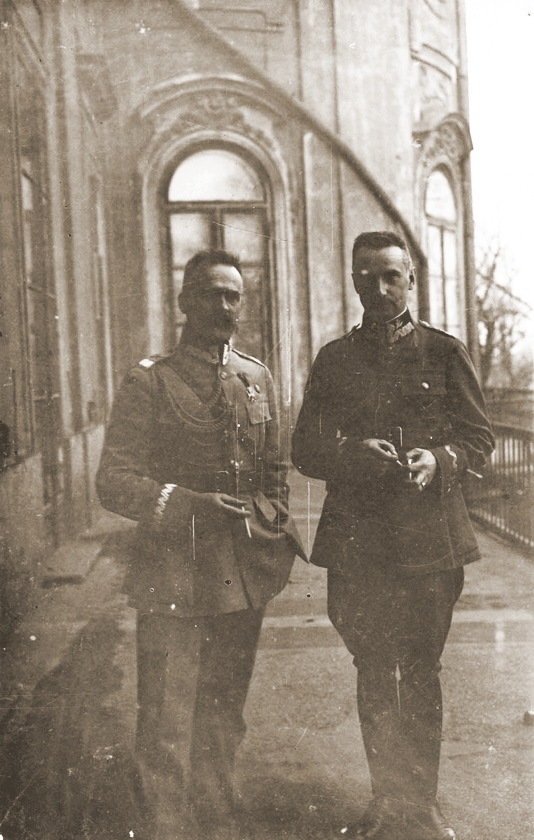
Józef Piłsudski (vlevo s cigaretou) a generál Kazimierz Sosnkowski
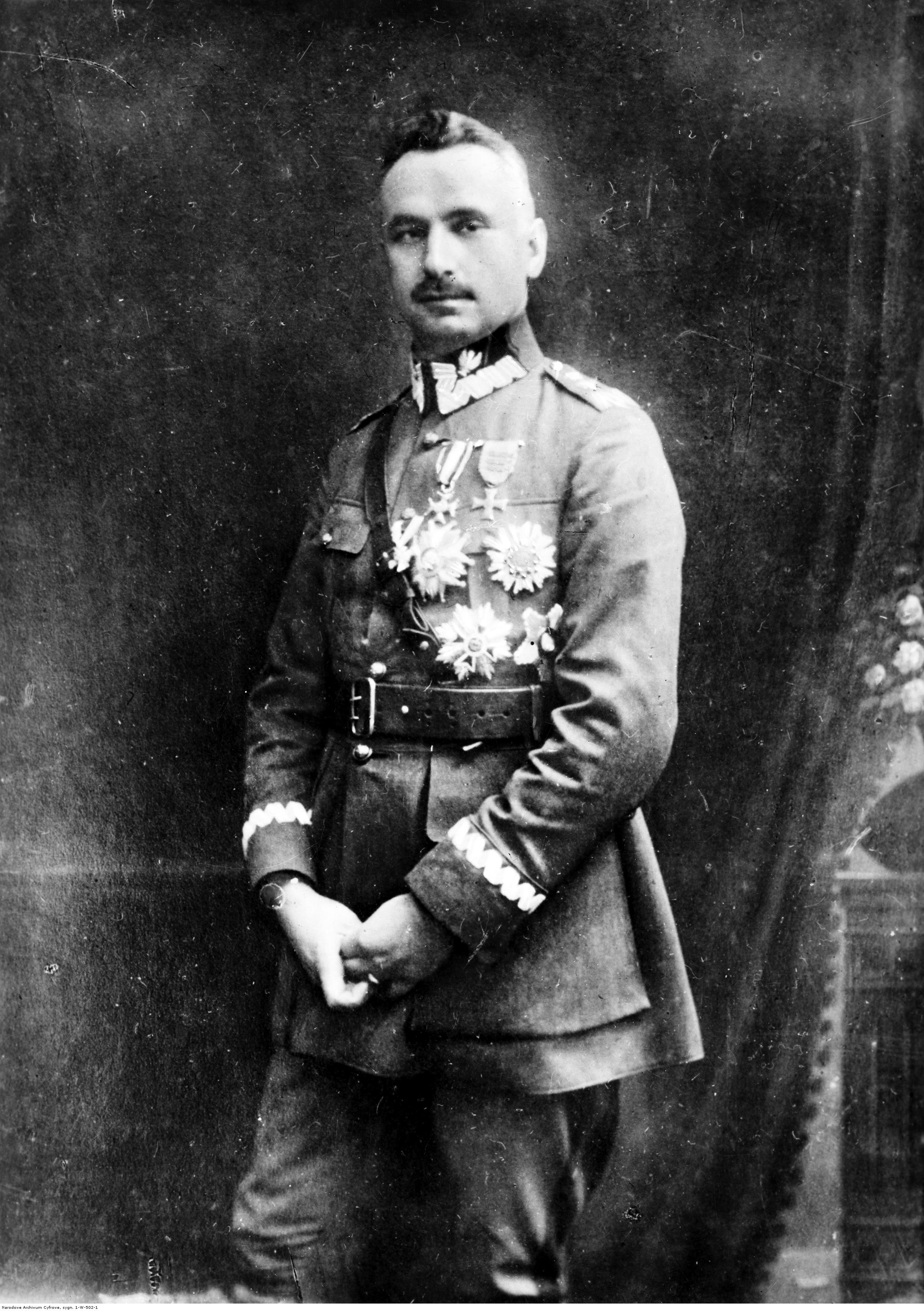
Kazimierz Sosnkowski
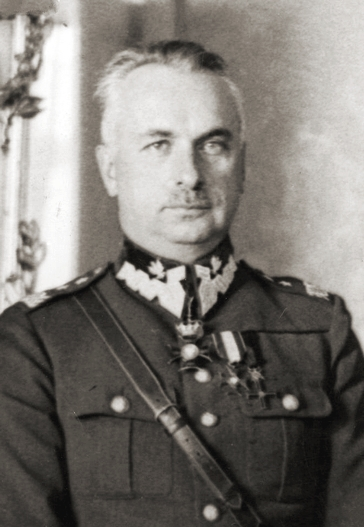
Kazimierz Sosnkowski (1936)